# Les Vastres

Les Vastres este o comună în departamentul Haute-Loire, Franța. În 2009 avea o populație de 221 de locuitori.